# Grex

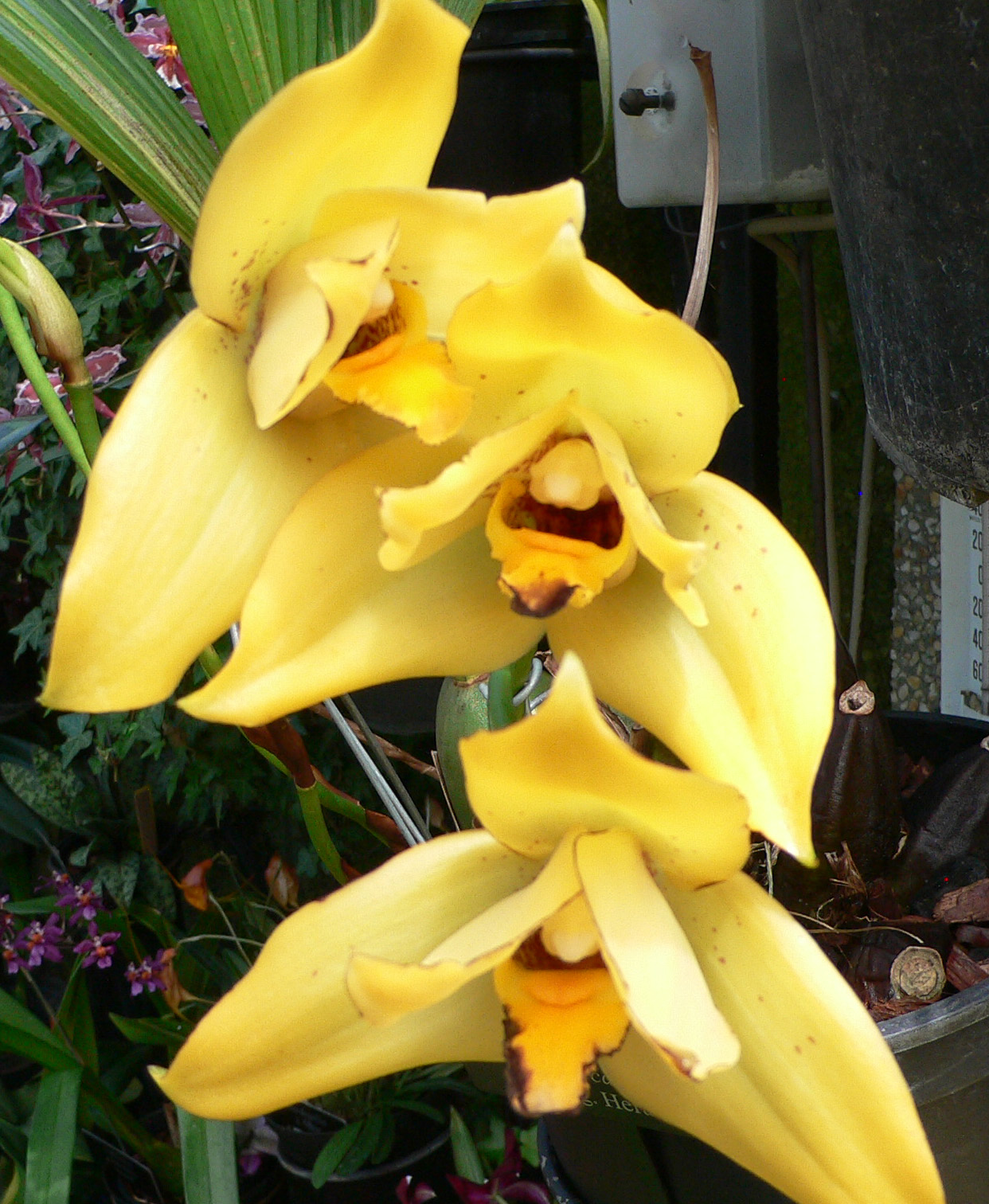
×Lycamerlycaste Hera gx est un grex d'hybrides d'orchidées dans le nothogenre ×Lycamerlycaste J.M.H.Shaw. Il se compose d'hybrides entre les membres d'un grex (×Lycamerlycaste Brugensis gx) et d'une espèce (Lycaste cruenta Lindl.).

Dans le cadre de la classification des plantes cultivées,  le grex (terme dérivé du latin grex, gregis, le troupeau),  est un rang taxinomique qui regroupe des hybrides entre taxons végétaux en considérant uniquement leur filiation.
Les grex sont, avec les cultivars et les groupes, l'une des trois catégories de noms de plantes régies par le Code international pour la nomenclature des plantes cultivées.
Au sein d'un grex, la catégorie « groupe de cultivars » peut être utilisée pour désigner les plantes par leurs caractéristiques communes (plutôt que par leur parenté), et des plants individuels peuvent être sélectionnés et nommés en tant que cultivars,.
Le rang Grex est utilisé presque exclusivement dans le domaine de la sélection des orchidées.